# Aldeanueva de Ebro
Aldeanueva de Ebro é um município da Espanha 
na província e comunidade autónoma de La Rioja, de área 38,97 km² com população de 2553 habitantes (2004) e densidade populacional de 65,51 hab/km².

## Demografia
| Variação demográfica do município entre 1991 e 2004 | Variação demográfica do município entre 1991 e 2004 | Variação demográfica do município entre 1991 e 2004 | Variação demográfica do município entre 1991 e 2004 |
| --------------------------------------------------- | --------------------------------------------------- | --------------------------------------------------- | --------------------------------------------------- |
| 1991                                                | 1996                                                | 2001                                                | 2004                                                |
| 2551                                                | 2523                                                | 2424                                                | 2553                                                |